# Resolución 2401 del Consejo de Seguridad de las Naciones Unidas
La Resolución 2401 del Consejo de Seguridad de las Naciones Unidas fue adoptada por unanimidad el 24 de febrero de 2018. Pide un cese del fuego a escala nacional en Siria durante 30 días. Según la resolución, el alto al fuego no se aplica a las operaciones militares contra el Estado Islámico, al-Qaeda y el Frente Al-Nusra y sus asociados, y otros grupos terroristas designados por el Consejo de Seguridad.
Mientras que las Unidades de Protección Popular aceptaron la resolución 2401 y dijeron que actuaría; de acuerdo con la agencia de noticias Sana, el ejército turco continúa luchando en Afrin, y ha continuado sus ataques después de la aprobación de la resolución.